# Celticecis painteri
Celticecis painteri är en tvåvingeart som först beskrevs av Ephraim Porter Felt 1935.  Celticecis painteri ingår i släktet Celticecis och familjen gallmyggor. Inga underarter finns listade i Catalogue of Life.